# Семка, Николай Фёдорович
Николай Фёдорович Семка (12 ноября 1914, Днепропетровская область — 25 марта 2003, Днепропетровск) — советский металлург, Герой Социалистического Труда.

## Биография
Родился 12 ноября 1914 года в селе Запорожское[уточнить]. Член КПСС.
С 1929 года — на хозяйственной, общественной и политической работе. В 1929—1974 годах — колхозник колхоза села Запорожец, бетонщик на государственном предприятии «Днепрострой», участник строительства Днепровской гидроэлектростанции (ДнепроГЭС), плавильщик металлургического отделения глинозёмного цеха Днепровского алюминиевого завода, плавильщик Уральского алюминиевого завода, плавильщик, бригадир плавильщиков Днепровского алюминиевого завода имени С. М. Кирова Министерства цветной металлургии СССР в городе Запорожье Украинской ССР.
Указом Президиума Верховного Совета СССР от 20 мая 1966 года присвоено звание Героя Социалистического Труда с вручением ордена Ленина и золотой медали «Серп и Молот».
Почётный металлург СССР.
Умер 25 марта 2003 года в Днепропетровске.